# The Annals and magazine of natural history

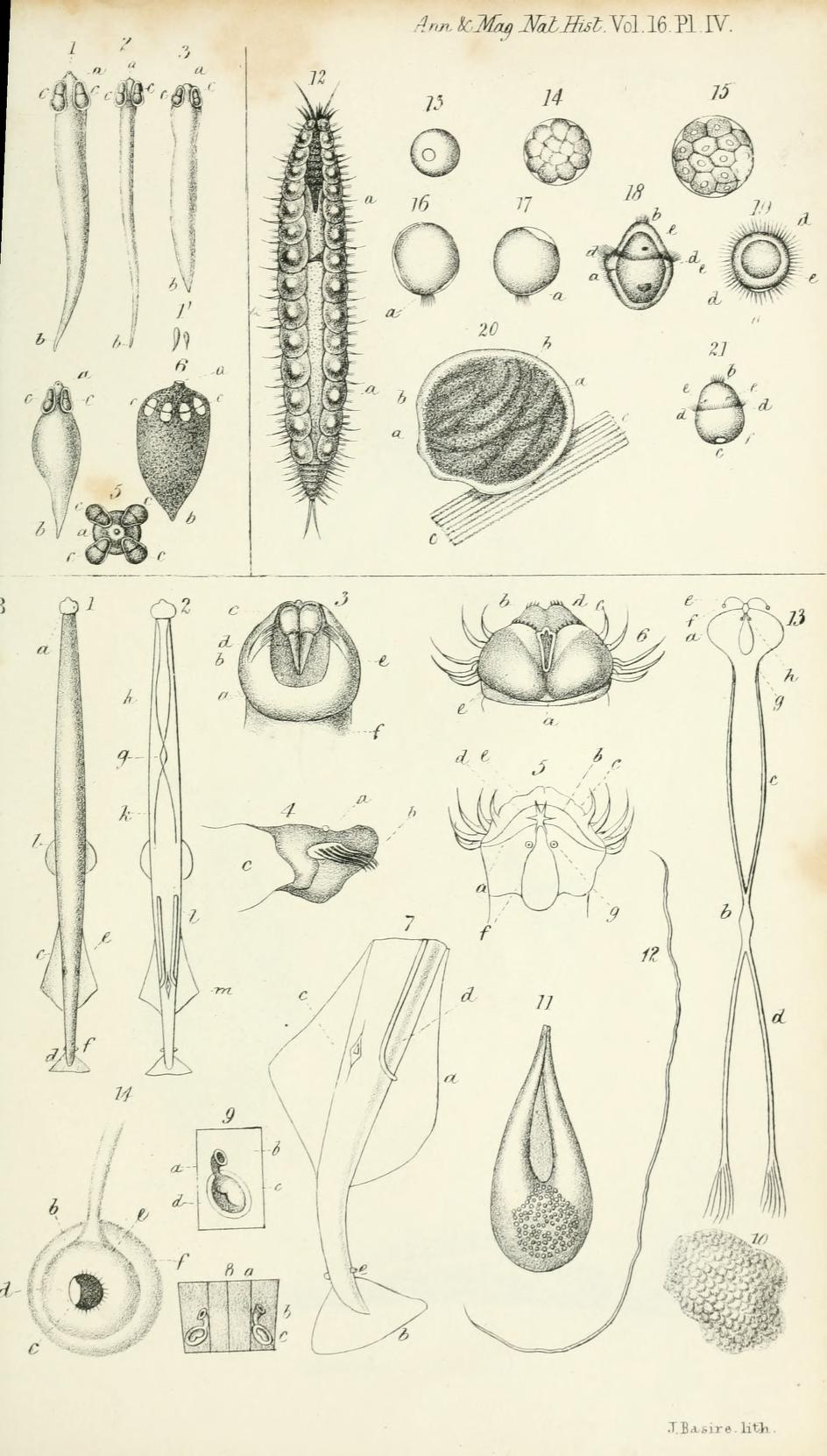
Jedna ze stron czasopisma

The Annals and magazine of natural history (w publikacjach cytowane także w skrócie jako Ann. mag. nat. hist.) – międzynarodowe czasopismo naukowe (rocznik), w którym publikowano artykuły z zakresu botaniki, mykologii, zoologii i geologii. Jego następcą jest wydawane od 1967 roku czasopismo Journal of natural history.
„The Annals and magazine of natural history” ukazywało się w latach 1840–1967. Powstało z połączenia czasopism „Annals of Natural History” (początkowo ukazującego się pod nazwą „Magazine of Zoology and Botany”) i „Magazine of Natural History”.
Wszystkie numery czasopisma zostały zdigitalizowane; dostępne są odpłatnie w serwisie Taylor & Francis Online (podobnie jak numery następcy – „Journal of natural history”); starsze numery (do 1923 roku) są dostępne za darmo w serwisie Biodiversity Heritage Library w postaci skanów (pliki pdf, ocr i jp2).